# 조기성
조기성(1995년 12월 20일 ~ )은 대한민국의 장애인 수영 선수이다. 2014년 장애인 아시안 게임에 참가하여 자유형 200m (S4)에서 금메달을 획득했다. 이후 2016년 패럴림픽에 참가하여 대한민국 선수 처음으로 3관왕을 달성하였다. 2021년 8월 기준 S3등급 자유형 50m, 100m, S4등급 자유형 50m, 100m, 200m, 배영 50m, 접영 50m, SB2등급 평영 50m 대한민국 신기록 보유자이다.

## 유년기
1995년 12월 20일 선천성 뇌병변장애을 갖고 태어났다. 지인의 추천과 박태환의 금메달 장면이 계기가되어 그는 2008년부터 수영을 배우기 시작했다. 처음에는 물을 무서워했으나 이네 극복하였다. 2009년 수원시장배 장애인 수영선수권대회에서 3위를 기록하였고 이후 취미생활이 아닌 선수생활을 하기로 하였다. 탄벌중학교 재학 당시 이영규 감독을 만났는데 이감독은 가능성이 매우 높다고 판단하여 그를 2011년 전국장애학생체육대회 전 종목에 출젼시켰고 7관왕을 달성했다.
2012년에 광주시 소속으로 전국장애인체육대회에 5종목에 출전하였고 금메달 3개 은메달 2개를 획득했다. 2013년 전국장애인체육대회에서는 S3등급 자유형 50m, 100m 종목에서 각각 40초 11과 1분31초95를 기록하며 비공인 세계신기록을 달성했고 총 금메달 3개 은메달 2개를 획득했다.

## 선수 경력
인천광역시에서 열린 2014년 장애인 아시안 게임에 참가하였다. 10월 19일에 열린 S4등급 200m에서는 국제대회 처음으로 금메달을 획득했다. 이후 21일 열린 100m에서는 김경현에 이서 2위로 들어오며 은메달을 획득했다. 11월에 열린 전국장애인선수권대회에서는 S4등급 100m에서 1분26초84에 들어오며 대한민국 신기록을 달성하였다.
2015년 부산광역시장애인체육회에 입단하였다. 2015년 세계장애인수영선수권대회에 참가하였다. S4등급 자유형 200m에서 2분 56초 23으로 들어와 대회 신기록을 달성및 금메달을 획득했다. 이후 16일에 열린 100m에서도 금메달을 획득했다. 강원도에서 열린 전국장애인체육대회에서는 5관왕을 기록하였고 대회 MVP를 수상하였다. 산시장배 전국장애인수영선수권대회에 50m, 100m (S4)에 출전하여 모두 1위를 달성했다.
리우데자네이루에서 열리는 2016년 하계 패럴림픽에 참가하였다. 9월 9일 S4등급 자유형 100m 종목에서 1분23초36을 기록하며 금메달을 획득했다. 이후 200m와 50m에서도 금메달을 획득하며 대한민국 수영 최초로 3관왕을 달성하였다. 10월에 열린 전국장애인선수권대회에서는 금메달5개 동메달1개를 획득했다.
인도네시아에서 열린 2018년 장애인 아시안 게임에 참가하였다. 10월 9일 S4등급 100m에서 1분 25초 80을 기록하며 은메달을 획득했다. 200m, 50m종목에서도 은메달을 획득했다. 전라북도 익산시에서 열린 전국장애인선수권대회에서는 금메달3개, 은메달2개, 동메달1개를 획득하였다.
1년 연기되어 2021년에 열린 2020년 하계 패럴림픽에 참가하였다. 패럴림픽에서 평영 종목에 처음으로 도전하였는데 SB3등급 50m에서 6위를 기록하였다. 지난 대회에서 우승했던 S4등급 자유형 100m와 200m에도 참가하여 결승까지 진출하였으나 각각 5위, 7위를 기록하며 메달획득에는 실패하였다.

## 개인사
2018년 동계 패럴림픽 성화봉송에 참여하였다.

## 수상
- 2015년 제35회 전국장애인체육대회 MVP[17]
- 2017년 대한민국체육상 극복상[27]
- 2017년 체육훈장 청룡장[27]
- 2017년 제22회 코카콜라체육대상 우수장애인선수상[28]

## 학력
- 탄벌중학교 졸업
- 나사렛대학교 특수체육학과[18]